# Павлуцький Григорій Григорович
Григорій Григорович Павлуцький (нар.19 січня 1861, м. Київ — пом.15 березня 1924, Київ) — український історик мистецтва, дослідник стародавнього українського зодчества, іконопису. Один із лідерів київської школи мистецтвознавства. Член Історичного товариства імені Нестора-Літописця, Київського товариства старожитностей і мистецтв.
Доктор теорії та історії мистецтв, заслужений ординарний професор Імператорського університету св. Володимира, дійсний статський радник.

## Біографія
Григорій Павлуцький народився у Києві 19 січня 1861 р. в родині доктора медицини. Після закінчення 3-ї Київської гімназії, він поступив на історико-філологічне відділення Університету Св. Володимира, де першою цариною його захоплень стала класична філологія. Там став учнем Ю. А. Кулаковського. Цій же науковій галузі була присвячена перша публікація Г. Павлуцького ("Cornelii Taciti Dialogus de Oratoribus"), написана ще у студентські роки. Однак згодом він переорієнтувався на вивчення мистецтва Давньої Греції. У 1886 р. закінчив історико-філологічний факультет Київського університету та почав викладати історію мистецтва у славнозвісній Київській рисувальній школі М.І.Мурашка. Вірним цьому навчальному закладу Г.Павлуцький залишався до самого його закриття.
Вивчав класичну мистецьку спадщину у музеях і бібліотеках Берліна і Парижа, де на той час знаходилися найбільші колекції античних творів, слухав лекції у Сорбонні. Прочитавши пробні лекції студентам Київського університету «Про витоки мистецтва у Греції», молодий дослідник отримав звання приват-доцента, а у 1897 році, захистивши докторську дисертацію на тему «Про жанрові сюжети у грецькому мистецтві до епохи еллінізму», був обраний екстраординарним професором щойно заснованої кафедри мистецтвознавства, де працював до самої смерті (ординарним професором — з 1902 р.). Вже як університетський викладач Г. Павлуцький здійснює ще дві подорожі за кордон: у 1889 – 1890 рр. до Франції та Італії, а у 1909 р. до Константинополя, Афін та Каїра.
Г.Павлуцький брав дієву участь у роботі численних громадських організацій наукового та культурно-мистецького спрямування. Так, учений був дійсним членом Історичного товариства Нестора Літописця, Московського археологічного товариства, Київського кустарного товариства, одним із засновників Київського товариства художників. Прихильно до Павлуцького ставилися й офіційні кола. Так, за свою роботу на "Старожитностями України"  Павлуцький заслужив "висловлення вдячності" самого Миколи ІІ. У 1913 р. він став дійсним статським радником і того ж року Університет Св. Володимира відзначив свого провідного мистецтвознавця званням заслуженого професора.
Період українських визвольних змагань 1917 – 1921 рр. став часом найактивнішої громадської діяльності Г. Павлуцького. "…Після революції 1917 р. – зазначає Ф.Ернст – Павлуцький весь кипів енергією. Натхненний гарячою любов’ю до України, він працював із виключним запалом в усіх українських художніх організаціях, брав участь в організації у Києві Академії Мистецтв, у влаштуванні виставок, з’їздів, у розробці зразків поштових марок, грошових знаків, державного герба, комітеті по вивченню Св. Софії". 
Г.Павлуцький активно долучився до організації українських національно-культурних установ. Зокрема, він очолив комісію із заснування Української академії мистецтв, сприяв українізації вищої освіти, створенню Українського державного університету у 1917 – 1918 рр., історико-філологічного відділу Української академії наук. Деякий час він займав посаду декана історико-філологічного факультету й в.о. ректора Київського університету (тоді – Київського інституту вищої освіти). В рамках щойно створеного Товариства діячів українського пластичного мистецтва, Г.Павлуцький брав участь в організації художніх виставок у Києві, незважаючи на те, що місто знаходилося мало не на військовому положенні. 13 жовтня 1918 р. Г.Павлуцького було обрано головою президії, а з 30 травня 1919 р. почесним головою секції мистецтв Українського наукового товариства, на засіданнях якої вчений неодноразово виступав із науковими доповідями.
Майже до останніх днів свого життя Г. Павлуцький не залишав викладацької діяльності у Київському університеті, готував до друку цілу низку наукових праць. 
15 березня 1924 р. Григорій Павлуцький помер у Києві у віці 64 років від запалення легенів.

### Наукова діяльність
Фахівець з класичного мистецтва, у кінці XIX ст. він активно включається у вивчення давнього українського церковного зодчества, зокрема дерев'яної народної культової архітектури. Поштовхом для цього став XI Археологічний з’їзд 1899 р. у роботі якого Г.Павлуцький взяв активну участь. На довгі півтора десятиліття основною темою його наукових розробок стає українська архітектура, насамперед дерев’яне церковне зодчество. Його книга «Давнє дерев'яне церковне зодчество у південно-західному краї Росії» стало першим серйозним дослідженням у цій царині. 
Тему української сакральної архітектури Г.Павлуцький продовжував розвивати й пізніше. На XIV Археологічному з’їзді в Чернігові (1908 р.) він представив цілу низку доповідей: "Київські храми домонгольського періоду та їх відношення до візантійського зодчества", "Про походження форм дерев’яного церковного зодчества", "Про церковні споруди у стилі Empire в Полтавській губернії". Як зазначає Ф.Ернст, "жодна з цих статей не має вичерпного значення, не вільна від промахів, тим не менш ці статті значною мірою є основоположними у галузях, які вони зачепили". Г.Палуцький брав участь також у проведенні XV Археологічного з’їзду у Новгороді (1911 р.), IV Обласного археологічного з’їзду дослідників історії та старожитностей Новгородської та Ростово-Суздальської областей у Костромі (1909 р.).
Займався історією української архітектури, іконописом, ужитковим мистецтвом.
На межі XIX — XX ст. вийшли його праці:
- «Про походження форм українського церковного зодчества»,
- «Про походження давньоруського живопису»,
- «Дерев'яне і кам'яне зодчество України»,
- «Найдавніші храми Києва і Чернігова»,
- «Історія українського орнаменту».

Поряд з вивченням українського мистецтва продовжував досліджувати і класичну спадщину Європи. Опубліковані були його книги
- «Давньогрецькі розмальовані вази» (1889),
- «Фідій» (1890),
- «Корінфський архітектурний ордер» (1891),
- «Храм Зевса Олімпійського в Афінах» (1899) та ін.

У добу змагань за самостійну і незалежну Україну брав участь в розробці малого й великого гербів України, малюнків грошових знаків. Був серед тих, хто порушив питання про відкриття
- Української академії наук,
- Українського державного університету,
- Української академії мистецтв, заснування
- Національної картинної галереї.

### Педагогічна діяльність
Григорій Павлуцький уперше ввів до академічного курсу цикли лекцій з історії українського мистецтва та з сучасного українського мистецтва. Він читав досить повний курс історії західноєвропейського і російського мистецтва.
У 1902 р. переклав і відредагував «Історію мистецтва» французького вченого К. Байє, додавши до неї власні розділи про російське мистецтво XVIII — XIX ст. Чим забезпечив своїх студентів повноцінним навчальним посібником з історії мистецтва. Він вважав, що історія мистецтва може і повинна викладатися систематично і тільки у повному обсязі. Він вважав за необхідне ввести на факультетах спеціальність «історія мистецтва» для студентів, які бажають ґрунтовно ознайомитися з нею, прослухати спеціальні курси і, більш того, обрати мистецтвознавство своєю професією і присвятити себе науковій діяльності. Професор Павлуцький наголошував, що якщо існує магістерський іспит для істориків мистецтва, то повинна існувати і школа для них. Тим самим він хотів, щоб університет випускав фахівців-мистецтвознавців. Його учнями були видатні українські мистецтвознавці Д. Антонович, С. Гіляров, Ф. Ернст, Д. Щербаківський та інші. Виховання Г. Павлуцьким цілої плеяди учнів визначило розквіт київської школи мистецтвознавства в 1910-1920-х рр..

## Праці
- Cornelii Taciti Dialogus de oratoribus [Корнелія Таціта «Діалог про ораторів»]: К вопросу об авторе «Разговора об ораторах». Разговор об ораторах // Университетские известия. — 1885. — № 3. — С.1-24; № 4. — С.25-64; № 5. — С.65-112; № 6. — С.113—144; № 8. — С.145—156
- Cornelii Taciti Dialogus de oratoribus: К вопросу об авторе «Разговора об ораторах». — К., 1885. — 156 с.
- (рос.)О началах искусства в Греции: Пробная лекция, читанная 7 мая 1888 г. для приобретения звания приват-доцента по предмету теории и истории искусств // Университетские известия. — 1888. — № 6. — С.1-14.
- (рос.)Скенография у греков: Пробная лекция, читанная 11 мая 1888 г. для приобретения звания приват-доцента по предмету теории и истории искусств // Университетские известия. — 1888. — № 6. — С.15-128.
- (рос.)Древнегреческие расписные вазы. — К., 1889. — 72 с.: ил.
- (рос.)800-летие со дня освящения церкви Успения Пресвятой Богородицы в Киевской лавре // Киевская старина. — 1889. — № 9. — С.777—779.
- (рос.)Фидий. — К., 1890. — 4, 79 с.: ил.
- (рос.)Коринфский архитектурный ордер. — К., 1891. — 199 с.
- (рос.)Храм Зевса Олимпийского в Афинах. — К., 1892. — 27 с.: ил.
- (рос.)О метопах древнегреческих храмов (Метопы древнегреческих храмов: Исследование в области декоративной скульптуры Вл. Мальмберга. Дерпт, 1892) // Университетские известия. — 1893. — № 9. — С.512—531.
- (рос.)Федотов и Гогарт (П. А. Федотов и его произведения. СПб.: Фототип. и автотип. изд. 1893) // Университетские известия. — 1894. — № 6. — С.213—226.
- (рос.)Заметка о названии коринфского архитектурного ордена // Университетские известия. — 1895. — № 4. — С.1-9.
- http://elib.nplu.org/object.html?id=8402 [Архівовано 2 липня 2018 у Wayback Machine.]
- (рос.)По поводу рецензии г. Миронова [на книгу про жанрові сюжети] // Университетские известия. — 1897. — № 11. — С.1-14.
- (рос.)О связи искусства с культурой // Чтения в Историческом обществе Нестора Летописца. — К., 1900. — Кн.14, вып.2. — С.83-87.
- (рос.)По поводу юбилея: Лекция, читанная 12-го декабря 1899 года в Киевской рисовальной школе [Про Карла Брюллова] // Мир искусства. — 1900. — Т.4, № 13-24. — С.1-11, 28-46.
- (рос.)Гоголь об искусстве // Чтения в Историческом обществе Нестора Летописца. — К., 1902. — Кн.16, вып.1-3. — С.304—337: ил.
- (рос.)Деревянная церковная архитектура Юго-Западного края в XVII и XVIII вв. // Чтения в Историческом обществе Нестора Летописца. — К., 1904. — Кн.18, вып.1. — С.21-23.
- (рос.)О деревянных резных изображениях путтов в южнорусских церквах XVII—XVIII вв. // Чтения в Историческом обществе Нестора Летописца. — К., 1904. — Кн.18, вып.2. — С.39-40.
- (рос.)Наиболее ранние свидетельства литературных памятников о построении деревянных церквей малорусского типа // Чтения в Историческом обществе Нестора Летописца. — К., 1904. — Кн.18, вып.2. — С.40-41.
- (рос.)Древности Украины. Вып.1: Деревянные и каменные храмы [Архівовано 5 березня 2014 у Wayback Machine.]. — К., 1905. — 6, III, 124 с.: 9 л. вкл.
- (рос.)Изображение храма в древнейших южнорусских миниатюрах // Чтения в Историческом обществе Нестора Летописца. — К., 1906. — Кн.19, вып.2. — С.4-5.
- (рос.)Старинные деревянные синагоги в Юго-Западном крае // Чтения в Историческом обществе Нестора Летописца. — К., 1906. — Кн.19, вып.2. — С.39-41.
- (рос.)Памятники каменной церковной архитектуры стиля empire в Полтавской губернии // Чтения в Историческом обществе Нестора Летописца. — К., 1906. — Кн.19, вып.4. — С.94-97.
- В. Антонович як археолог // Записки Українського наукового товариства. — 1907. — 12 березня. — 8 с.
- Курс истории средневекового искусства: Лекции. — К., 1908—1912. — 84 с.
- (рос.)О пользе искусства и истории искусств // Искусство и печатное дело. — 1909. — № 11-12. — С.5-9.
- (рос.)Древнейшее каменное зодчество // Грабарь И. История русского искусства: Архитектура. Т.1. История архитектуры: Допетровская эпоха. — М., 1909. — С.143—162; 303—330.
- (рос.)Орнамент Пересопницкого Евангелия // Искусство. Живопись. Графика. Художественная печать. — 1909. — № 2. — С.83-92.
- (рос.)Бароко Украины // Грабарь И. История русского искусства: Архитектура. Т.2. История архитектуры: Допетровская эпоха (Москва и Украина). — М., 1910. — С.337—360; 377—416.
- (рос.)История искусства Возрождения: Лекции, читанные на ВЖК в Киеве. — К., 1910. — 14 с.
- (рос.)История искусств: Античность. — 2-е изд. — К., 1910. — 106 с.
- (рос.)Киевские храмы домонгольского периода и их отношение к византийскому зодчеству // Труды XIV Археологического съезда в Чернигове (1908 г.). — М., 1911. — Т.2. — С.29-35.
- (рос.)О церковных постройках в стиле Empire в Полтавской губернии // Труды XIV Археологического съезда в Чернигове (1908 г.). — М., 1911. — Т.2. — С.36-46.
- (рос.)О происхождении форм украинского деревянного церковного зодчества // Труды XIV Археологического съезда в Чернигове (1908 г.). — М., 1911. — Т.2. — С.47-58.
- (рос.)О мозаиках мечети Кахриэ-Джами в Константинополе. — К., 1911. — 11 с.: ил.: 8 л. табл.
- (рос.)Мраморная поэма скорби [Про Мікеланджело] // Serta Borysthenica: Сб. в честь засл. орд. проф. Императ. ун-та св. Владимира Юлиана Андреевича Кулаковского. — К., 1911. — С.359—368.
- (рос.)Леонардо да Винчи, автор Джоконды // Искусство. Живопись. Графика. Художественная печать. — 1911. — № 10. — С.433.
- (рос.)Творчество Растрелли в области церковного зодчества // Искусство. Живопись. Графика. Художественная печать. — 1912. — № 1-2. — С.15-29: ил.
- (рос.)К вопросу о взаимном влиянии византийского и итальянского искусства: Богоматерь в византийском и русском искусстве и мадонна Ренессанса // Искусство. Живопись. Графика. Художественная печать. — 1912. — № 5-6. — С.208—220.
- (рос.)Проект закона об охране древних памятников в России: Доклад, прочитанный в Общем собрании членов Киевского общества охраны памятников старинцы и искусства, 27 декабря 1911 года // Военно-исторический вестник при Киевском отделе Императорского Русского военно-исторического общества. — К., 1912. — Кн.1. — С.115—129.
- (рос.)Новое направление в живописи: Кубизм и неофутуризм // Искусство в Южной России. — 1913. — № 9-10. — С.447—450.
- (рос.)О происхождении и развитии византийского искусства: Актовая речь, произнесенная проф. Г. Г. Павлуцким в Университете св. Владимира 26 января 1914 г. // Торжественный акт Императорского университета св. Владимира 26 января 1914 г. — К., 1914. — С.3-15.
- (рос.)О происхождении древнерусской иконописи // Университетские известия. — 1914. — № 6. — С.1-14: ил.
- (рос.)Источники художественного творчества А. А. Иванова // Искусство в Южной России. — 1914. — № 7-12. — С.1-9.
- Історія українського орнаменту / Передмова Миколи Макаренка.  — К., 1927.  — 27 с.: ил.
- Із пояснювальної записки до Комісії для вироблення законопроекту про організацію історично-філологічного відділу Української академії наук // Історія Академії наук України. 1918—1921: Документи і матеріали. — К., 1993. — С.116—126.
- Древности Украины / изд. Император. Моск. археол. о-ва / Вып. 1 : Деревянные и каменные храмы / Г. Г. Павлуцкого. — Киев : Тип. С. В. Кульженко, 1905. — III, 124 с. [Архівовано 20 липня 2018 у Wayback Machine.]
- Павлуцький Г. Історія українського орнаменту / проф. Г. Павлуцький ; з передм. М. Макаренка ; Укр. акад. наук, Всеукр. археол. ком., Від. мистецтва. – У Києві : З Друк. Укр. акад. наук, 1927. – 40 с. [Архівовано 21 лютого 2019 у Wayback Machine.]
- Павлуцкий Г. О жанровых сюжетах в греческом искусстве до эпохи эллинизма / Григорий Павлуцкий. – Изд. 2-е, испр. и доп. – Киев : Тип. С. В. Кульженко, 1897. – 410 с. [Архівовано 18 вересня 2020 у Wayback Machine.]